# 2001 год в киберспорте

## Турниры
Ниже приведён список международных и национальных турниров, прошедших в 2001 году, ход и результаты которых удостоились освещения со стороны профессиональных сайтов и изданий.

### Декабрь
| Турнир                 | Место проведения       | Дата проведения | Дисциплины     | Призовой фонд |
| ---------------------- | ---------------------- | --------------- | -------------- | ------------- |
| World Cyber Games 2001 | Республика Корея, Сеул | 5—9 декабря     | Counter-Strike | 300000$       |

## Победители крупнейших соревнований
Победителями наиболее значительных киберспортивных соревнований в 2001 году, в число которых входят регулярно проводимые крупные турниры, собирающие лучших игроков в различных дисциплинах, а также турниры с крупным призовым фондом (более 10 000$ за первое место), стали следующие игроки и команды.

### Counter-Strike
- Legends never Die — World Cyber Games 2001 (40000$)[1]

### Unreal Tournament
- GitzZz — World Cyber Games 2001 (20000$)

### Quake III Arena
- Zero4 — World Cyber Games 2001 (20000$)

### StarCraft: Brood War
- gonia119 — World Cyber Games 2001 (20000$)

### Age of Empires II: The Conquerors
- IamKmkm — World Cyber Games 2001 (20000$)

### FIFA Soccer 2001
- Jaguar — World Cyber Games 2001 (20000$)